# 官渡河
官渡河，是中国长江流域汉水水系的一条河流，汇入堵河南源。河长124千米，流域面积2494平方千米，多年平均流量68立方米每秒。自然落差2024米。水能理论蕴藏量13万千瓦。